# Kouzelnický trik

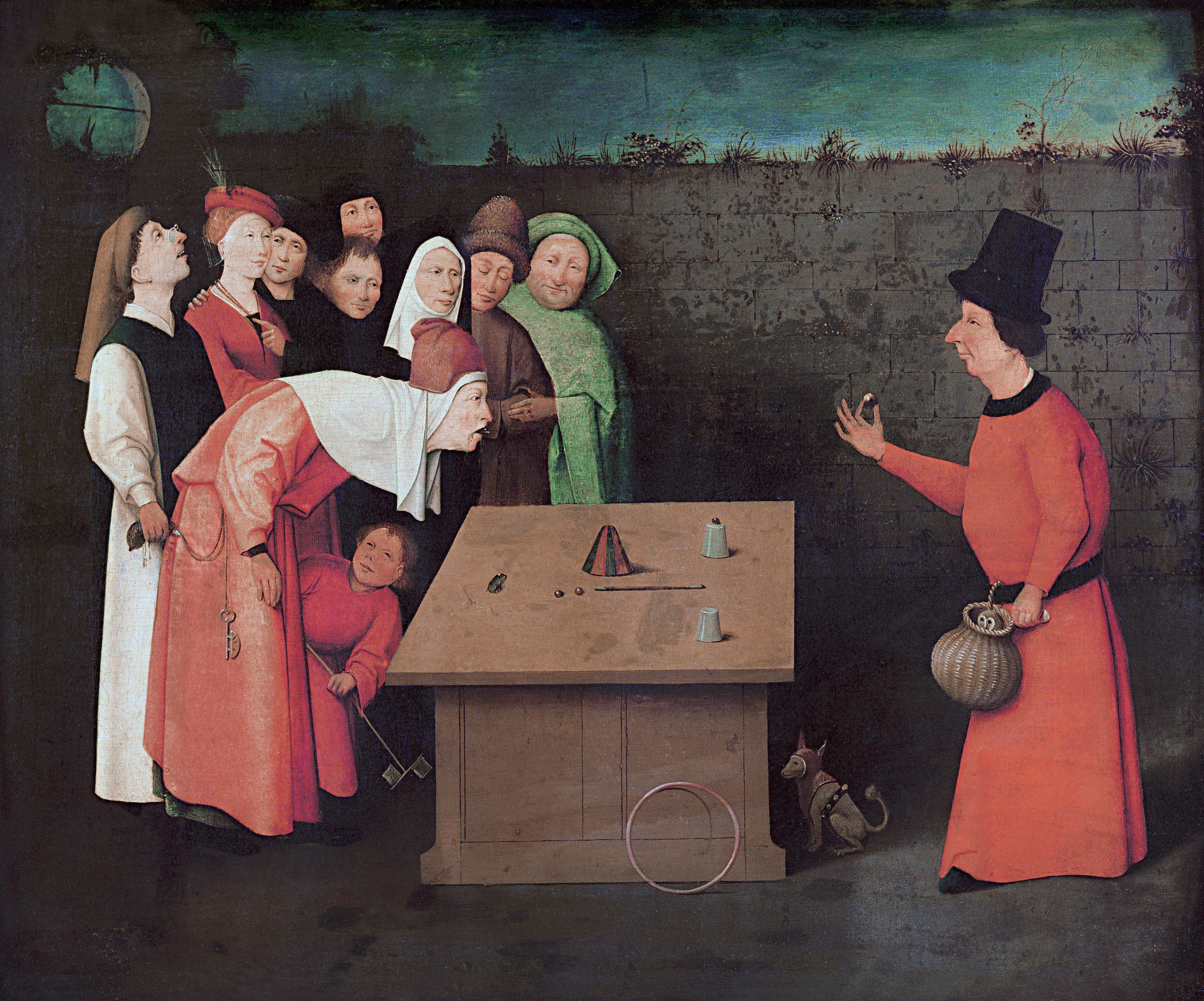
Trik s poháry zaznamenaný na obraze Hieronyma Bosche

Kouzelnický trik (též kouzlo, kejkle či manipulace) označuje uměleckou a zábavnou techniku, kterou používají profesionální kouzelníci (tzv. iluzionisté), nebo baviči. Cílem je vytvořit iluzi v mysli diváka, a to za pomoci dovedností založených na velmi jemné motorice rukou, optických klamů, psychologických manipulací, speciálních technických zařízení a málo známých fyzikálních a matematických zákonitostí. Kouzelnický trik se používá k pobavení obecenstva, které ví, že je manipulováno, a užívá si dovednost této manipulace, může být ovšem zneužit i v běžném životě k podvodům. Podle skeptiků jsou principy kouzelnických triků využívány i sektami, léčiteli, spiritisty, věštci, jasnovidci, vědmami, chiromanty a různými „duchovními“ směry.
První triky založené na žonglérství jsou doloženy již z helénské doby. První kniha s popisem kouzelnických triků pochází z roku 1584 a jejím autorem byl Reginald Scot. Jeho cílem bylo vysvětlit čtenáři, že kouzelníci nejsou ve spojení s ďáblem. První popis karetního triku pochází z roku 1593. Od 17. století se kouzelnictví ustavilo jako druh umění, v roce 1634 v Londýně vyšla první kniha návodů pro kouzelníky s názvem Hocus Pocus Iunior. The Anatomie of Legerdemain. K typickým trikům této doby patřila manipulace s obrácenými poháry a muškátovým oříškem mizejícím pod nimi (základ hazardní hry zvané skořápky a podvodů v nich), z francouzského označení pro muškátový oříšek pak vzniklo slovo „eskamotér“, dodnes někdy používané. V 19. století se kouzelnictví z tržišť, ulic, restaurací a salonů přesunulo na divadelní pódia. k prvním, kdo si získal status respektovaného umělce byl Jean-Eugène Robert-Houdin.
Triky se někdy dělí na malé (mikromagii, stolní magii, ruční manipulaci), které zpočátku převládaly, a velké iluze, za jejichž zakladatele bývá považován John Nevil Maskelyne, který ve svém londýnském divadle na konci 19. století jako první nechal před zraky diváků levitovat osobu na jevišti (za pomoci pneumatiky). K nejslavnějším představitelům velkých iluzí patřil David Copperfield. V anglickojazyčném prostoru je mikromagie a ruční manipulace obvykle považována za samostatný obor (Sleight of hand, Prestidigitation, Legerdemain). Nejznámější disciplínou je karetní trik, nebo triky s mincí, často používané i neprofesionály jako společenská zábava. Na manipulaci s psychikou je založena tzv. mentální magie. K jejím nejslavnějším představitelům patří Uri Geller nebo Derren Brown. Oba dokázali napodobit všechny techniky věštců, jako je „čtení myšlenek“ apod., a jsou velkými odpůrci parapsychologie a ezoterismu.